# Chloroclystis albitornalis
Bosara albitornalis là một loài bướm đêm trong họ Geometridae.